# Bak Giwan
Bak Giwan (in coreano 박기완; Corea, 28 aprile 1956) è un linguista ed esperantista sudcoreano. Dal 2022, è membro dell'Akademio de Esperanto.

## Biografia
Bak Giwan nasce in Corea, nel 1956. Vive in Cina, dove ha una cattedra d'insegnamento dell'esperanto presso l'Università di Zaozhuang. Ha un figlio.

## Esperanto
Nel 1973 principia lo studio dell'esperanto e, nel 1992, consegue il dottorato in grammatica (morfologia) dell'esperanto presso l'Università Konkuk, a Seul, in Corea del Sud. Con decorrenza dal 1985, è docente di esperanto e coreano in vari atenei della Corea e della Cina.

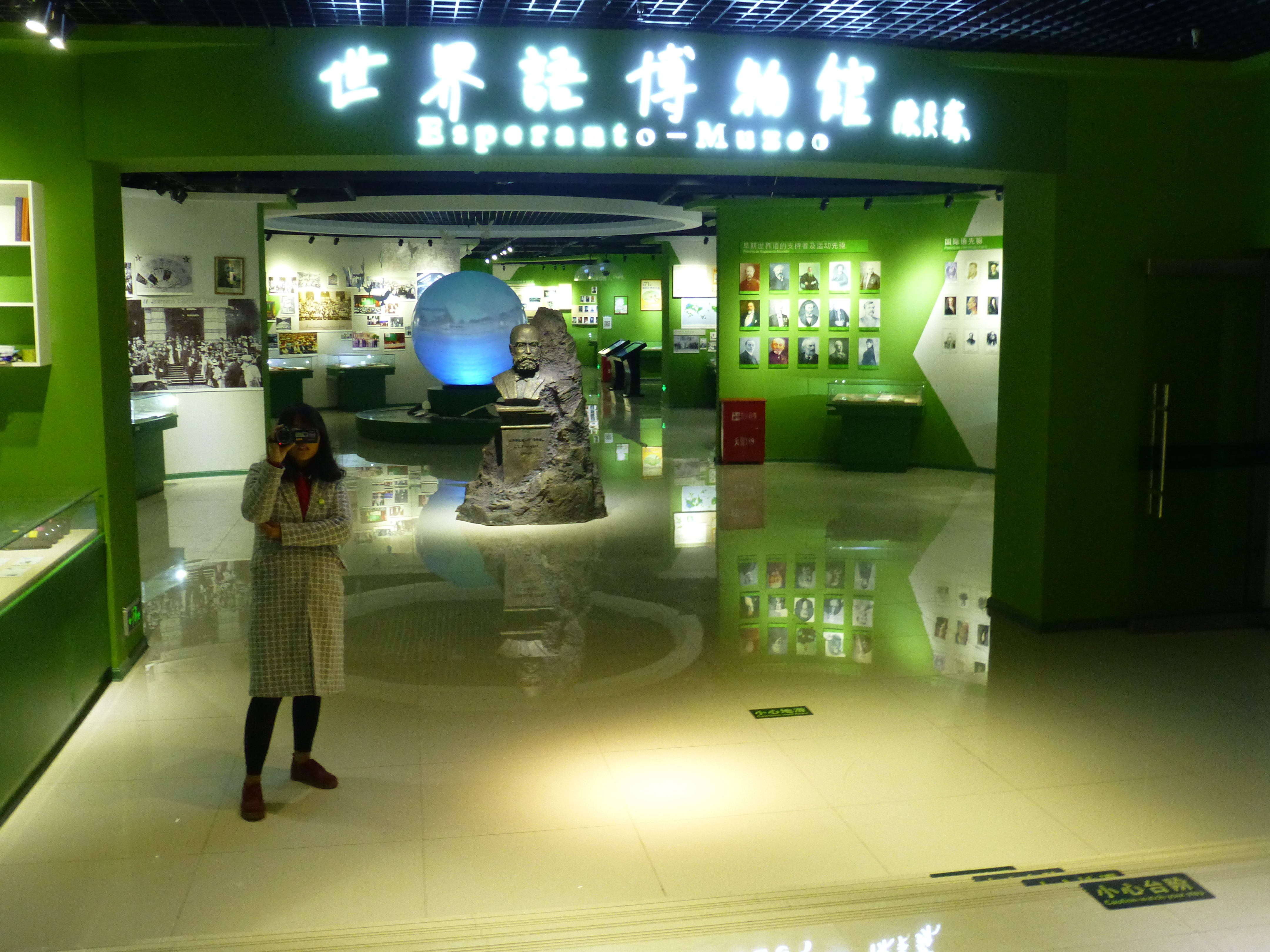
Il museo esperantista di Zaozhuang. Al centro è visibile un mezzobusto di Ludovico Lazzaro Zamenhof. Novembre 2016.

Collabora con il quotidiano cinese esperantofono El Popola Ĉinio, di stampo filogovernativo.
Dal 2016 insegna nel dipartimento d'esperanto dell'Università di Zaozhuang, in Cina. L'ateneo cinese eroga un corso di laurea quadriennale in esperanto (dal 2018) e gestisce anche un museo dedicato alla lingua e alla cultura esperantista.
Nel 2022, Giwan è eletto membro dell'Akademio de Esperanto. In qualità d'accademico, fa parte della giuria per i premi «Laŭro de la Akademio» (alloro dell'accademia), che si prefigge lo scopo di premiare «gli autori delle migliori opere pubblicate» in lingua esperanto.

### Sull'eurocentrismo dell'esperanto
Bak Giwan ha risposto alle critiche di eurocentrismo dell'esperanto, sostenendo la tesi secondo cui l'esperanto è grammaticalmente internazionale e che solo sulla base di una prima impressione superficiale la lingua può apparire europea. Giwan concede che l'esperanto condivide molte caratteristiche con le lingue indoeuropee parlate in Europa: ad esempio, l'uso dell'alfabeto latino, il vocabolario e la semantica dei vocaboli, l'ordine tipicamente SVO delle frasi, le preposizioni (anziché posposizioni), la presenza di proposizioni relative, la ramificazione a destra, e l'esistenza della copula. Tuttavia, egli controbatte queste argomentazioni evidenziando che l'esperanto è allo stesso tempo ragionevolmente distinto dalle lingue europee: difatti, la lingua non presenta flessione grammaticale, esibisce un carattere estremamente agglutinante e isolante, non presenta allomorfi, possiede un solo paradigma di declinazione e coniugazione, e l'ordine delle parole è libero (non necessariamente di tipo SVO). Giwan ritiene che il malinteso alla base delle frequenti critiche di eurocentrismo scaturisca dal fatto, che la prima impressione che in genere si ha di una lingua deriva dal suo vocabolario, e non dalla sua struttura e grammatica; tuttavia — egli afferma — in una lingua agglutinante è la morfologia la caratteristica centrale della grammatica, non il vocabolario. Soggiunge, che l'esistenza del caso accusativo, la costruzione delle interrogative, dell'imperativo e dei periodi ipotetici rendono l'esperanto più simile a una lingua asiatica. Per converso, la semantica e il lessico restano, a suo avviso, europei a causa dell'influenza geografica dei primi locutori. Ritiene inoltre che in esperanto vi sia un problema di disuguaglianza di genere dovuto all'uso del maschile sovraesteso e che, di volta in volta, stia aumentando l'influenza di un'unica lingua fonte, l'inglese, a discapito delle altre: nell'affrontare questo problema, egli avalla i suggerimenti proposti da Renato Corsetti nel suo gruppo di lavoro «La bona lingvo» (La buona lingua). Giwan sostiene che, da un punto di vista prettamente europeo, l'esperanto offra un compromesso lessicale (ad esempio, nel verbo forgesi, che nasce dall'incontro tra l'inglese forget e il tedesco vergessen) mentre, da un punto di vista asiatico, offra un compromesso diverso, di tipo grammaticale, grazie alla morfologia e alla sintassi agglutinanti, e all'ordine libero delle parole.

## Opere
Ha scritto libri sull'esperanto e sul coreano, principalmente sulla grammatica e l'insegnamento delle lingue. Si segnalano:
- (EO) Bak Giwan, Interesaj esprimoj en korea lingvo, Seul, 2017,  p. 70, ISBN 9788987281506.
- (EO) Bak Giwan, Gramatiko de Esperanto, Korea Esperanto-Asocio, 2015. URL consultato il 6 giugno 2023.